# 28 лет спустя. Часть II: Костяной храм
«28 лет спустя. Часть II: Костяной храм» (англ. 28 Years Later Part II: The Bone Temple) — будущий постапокалиптический фильм ужасов, снятый Нией Дакостой по сценарию Алекса Гарленда и Дэнни Бойла. Производство Columbia Pictures совместно с BFI, DNA Films и Decibel Films, он станет прямым продолжением фильма «28 лет спустя» (2025) и четвёртой частью серии фильмов «28 дней спустя».

## Производство

### Разработка
В апреле 2024 года в разработке находилось продолжение фильма «28 лет спустя» (2025), в котором Ниа Дакоста вела переговоры о том, чтобы стать режиссёром, а Алекс Гарленд вернулся, чтобы написать сценарий. В июне была подтверждена кандидатура Дакосты и объявлено название фильма — «28 лет спустя. Часть II: Костяной храм».

### Съёмки
Основные съёмки начались 19 августа 2024 года в Северном Йоркшире. В сентябре Киллиан Мерфи был замечен во время съёмок сцен в Эннердейле в коттедже Боунесс, однако не подтверждено, будут ли снятые с ним сцены включены в фильм.

## Выход
Компания Sony Pictures Releasing планирует выпустить фильм в США 16 января 2026 года.